# Stationary Traveller
Stationary Traveller è il decimo album in studio del gruppo rock progressivo britannico Camel, pubblicato nel 1984.

## Tracce
Side 1
1. Pressure Points – 2:10
2. Refugee – 3:47
3. Vopos – 5:32
4. Cloak and Dagger Man – 3:55
5. Stationary Traveller – 5:34

Side 2
1. West Berlin – 5:10
2. Fingertips – 4:29
3. Missing – 4:22
4. After Words – 2:01
5. Long Goodbyes – 5:14

## Formazione

### Gruppo
- Andy Latimer – voce, chitarra acustica, chitarra elettrica, chitarra a 12 corde, basso elettrico, sintetizzatore, flauto, piano, drum machine
- Ton Scherpenzeel – organo, piano, sintetizzatore, fisarmonica
- Paul Burgess – batteria

### Altri musicisti
- David Paton – basso, cori
- Chris Rainbow – voce, chitarra elettrica
- Mel Collins – sassofono
- Haydn Bendall – sintetizzatore